# Püspöki palota (Ragusa)
A ragusai püspöki palota a 18. század végén épült Mario Schininà Cosentini báró megbízásából, akinek címere ma is látható az épület főbejárata felett. A 19. század elején fiai Giuseppe és Giambattista örökölték, akik két részre osztották: a déli rész mai napig a  Schininà család tulajdonában van. Az északi rész a hatalmas kerttel 1926 és 1935 között a megyei hivatalok székhelye volt. 1949-ben Carlotta Schininà bárónő a San Giovanni Battista-katedrális parókiájának adta át használatra. Az épületben teológiai szemináriumot rendeztek be. Napjainkban is a püspökség székel benne. Az épületegyüttes egy emeletes viszont a déli szárnyon hiányzik az emelet, helyette egy terasz van.